# Manuel Vilariño
Manuel Vilariño és un artista i poeta nascut a La Corunya el 22 de maig de 1952. Fou guardonat amb el Premi Nacional de Fotografia, atorgat pel Ministeri de Cultura d'Espanya el 2007.

## Trajectòria professional
L'espiritualitat d'Índia i Etiòpia determinen trets essencials de la seva obra. Simultàniament als seus still-life o naturaleses mortes, ha realitzat retrats i paisatges. La seva obra figura al Fine Arts Museum de Houston, Museu Extremeny i Iberoamericà d'Art Contemporani, ARTIUM Vitòria-Gasteiz i Col·lecció Coca-cola.
En 2007 la seva obra representa a Espanya en la 52ª Biennal de Venècia.